# داريل وير
داريل وير (بالإنجليزية: Darrell Ware)‏ هو منتج أفلام وكاتب سيناريو أمريكي، ولد في 29 يوليو 1906 في بلاينفيو في الولايات المتحدة، وتوفي في 26 مايو 1944 في لوس أنجلوس في الولايات المتحدة.

## وصلات خارجية
- داريل وير على موقع IMDb (الإنجليزية)
- داريل وير على موقع أول موفي (الإنجليزية)
- داريل وير على موقع قاعدة بيانات الأفلام السويدية (السويدية)
- داريل وير على موقع قاعدة بيانات الفيلم (الإنجليزية)